# Понна
Понна (італ. Ponna) — муніципалітет в Італії, у регіоні Ломбардія, провінція Комо.
Понна розташована на відстані близько 530 км на північний захід від Рима, 60 км на північ від Мілана, 19 км на північ від Комо.
Населення — 258 осіб (2014).

## Демографія
Населення за роками:

Станом на 1 січня 2023 року в муніципалітеті офіційно проживало 8 іноземців з 6 країн, серед них 1 громадянин країн Євросоюзу та 1 громадянин України.

## Сусідні муніципалітети
- Клаїно-кон-Остено
- Колонно
- Лаїно
- Оссуччо
- Порлецца
- Сала-Комачина